# Droga wojewódzka 111
Die Droga wojewódzka 111 (DW 111) ist eine polnische Woiwodschaftsstraße innerhalb der Woiwodschaft Niederschlesien. Sie verläuft im Powiat Lubiński (Kreis Lüben) und verbindet auf einer Länge von 16 Kilometern die Orte Chobienia (Köben a.d. Oder), Naroczyce (Nährschütz), Buszkowice (Hochbauschwitz)  und Ścinawa (Steinau a.d. Oder). Gleichzeitig ist die DW 111 ein Bindeglied zwischen der Landesstraße DK 36 und den Woiwodschaftsstraßen DW 333 und DW 334.
Ab 1. Januar 2010 wurde die gesamte Strecke in die DW 292 eingearbeitet und die DW 111 aufgelöst.
Seit dem 1. Januar 2015 verläuft die DW 111 zwischen Recław und Goleniów und stellt somit eine Alternativroute zur DK 3 bzw. S3 dar.